# نادي واترشاي ثور
واترشاي ثور أو نادي (كي.واترشاي.إس.في.ثور جنك) هو ناد كرة قدم بلجيكي من مدينة جينك، ليمبورغ (بلجيكا).
تم إنشاؤه في عام 1919 بأسم سبورت فيرنيجنج واترشاي ثور. وقد سجل رسميا في الاتحاد الملكي البلجيكي لكرة القدم عام 1925. لعب النادي الدوري البلجيكي للمحترفين في أواخر 1950 وبدايات 1960، ومرة أخرى من عام 1978 إلى عام 1986. ثم لعب موسمين في الدرجة الثانية. ثم اندمجت نادي جينك لتصبح نادي جينك الرسمي.
خلال موسم 1982-1983، شهد مباراة نادي واترشاي ثور مع نادي ستاندارد لييج حالة رشوة وفاز الفريق في نهاية المطاف بالبطولة. فاز نادي واترشاي ثور بالكأس البلجيكي مرتين (1980 و 1982).
بشكل ملحوظ جدا، أدى الانتصار الأخير لنادي واترشاي ثور للوصول إلى الدور نصف النهائي من كأس الكؤوس الأوروبية في موسم 1982-1983. بعد فوزه على باريس سان جيرمان في الدور ربع النهائي، خسر واترشاي ثور في مباراة الذهاب من الدور قبل النهائي 5-1 في بيتودري، عندما لعب ضد نادي أبردين.